# Speyeria inornata
Speyeria inornata är en fjärilsart som beskrevs av Edwards 1872. Speyeria inornata ingår i släktet Speyeria och familjen praktfjärilar. Inga underarter finns listade i Catalogue of Life.